# Diploptera punctata
Gián cánh cứng Thái Bình Dương (Danh pháp khoa học: Diploptera punctata) là một loài gián trong họ Blaberidae phân bố tại các vùng Thái Bình Dương, chúng được tìm thấy ở Úc, Myanmar, Trung Quốc, Fiji, Hawaii, Ấn Độ, Indonesia, Đảo Ascension, Đảo Marquesas, Malaysia, Papua New Guinea, Samoa, Sri Lanka, Thái Lan, Síp và Việt Nam. 

## Đặc điểm
Đây là loài gián duy nhất có thể cho "sữa". Không phải bất kỳ loại gián nào cũng có thể tiết ra sữa, chỉ có loài gián cánh cứng Thái Bình Dương là loài duy nhất đẻ con và có thể sản sinh sữa chứa tinh thể protein cho con non ăn. Loài gián này là loài gián đặc biệt, nó sinh sản và nuôi con bằng sữa mẹ, khác với bất kỳ loài côn trùng nào khác, tinh thể protein nằm trong trung tràng của con gián cánh cứng Thái Bình Dương.
Nó có thể sản xuất ra sữa gián với số lượng lớn và trên diện rộng. Vị của loại sữa này cũng béo ngậy, sữa gián có chứa rất nhiều calo, chất béo và đường, loại sữa này có hàm lượng chất dinh dưỡng cao gấp 4 lần so với sữa bò, gấp 3 lần so với sữa trâu. sữa gián sẽ trở thành siêu thực phẩm, một loại thực phẩm giàu dinh dưỡng, bổ dưỡng. Để có được lượng sữa này sẽ phải chiết xuất từ tinh thể protein có trong ruột gián.